# Carrosse du sacre de Charles X

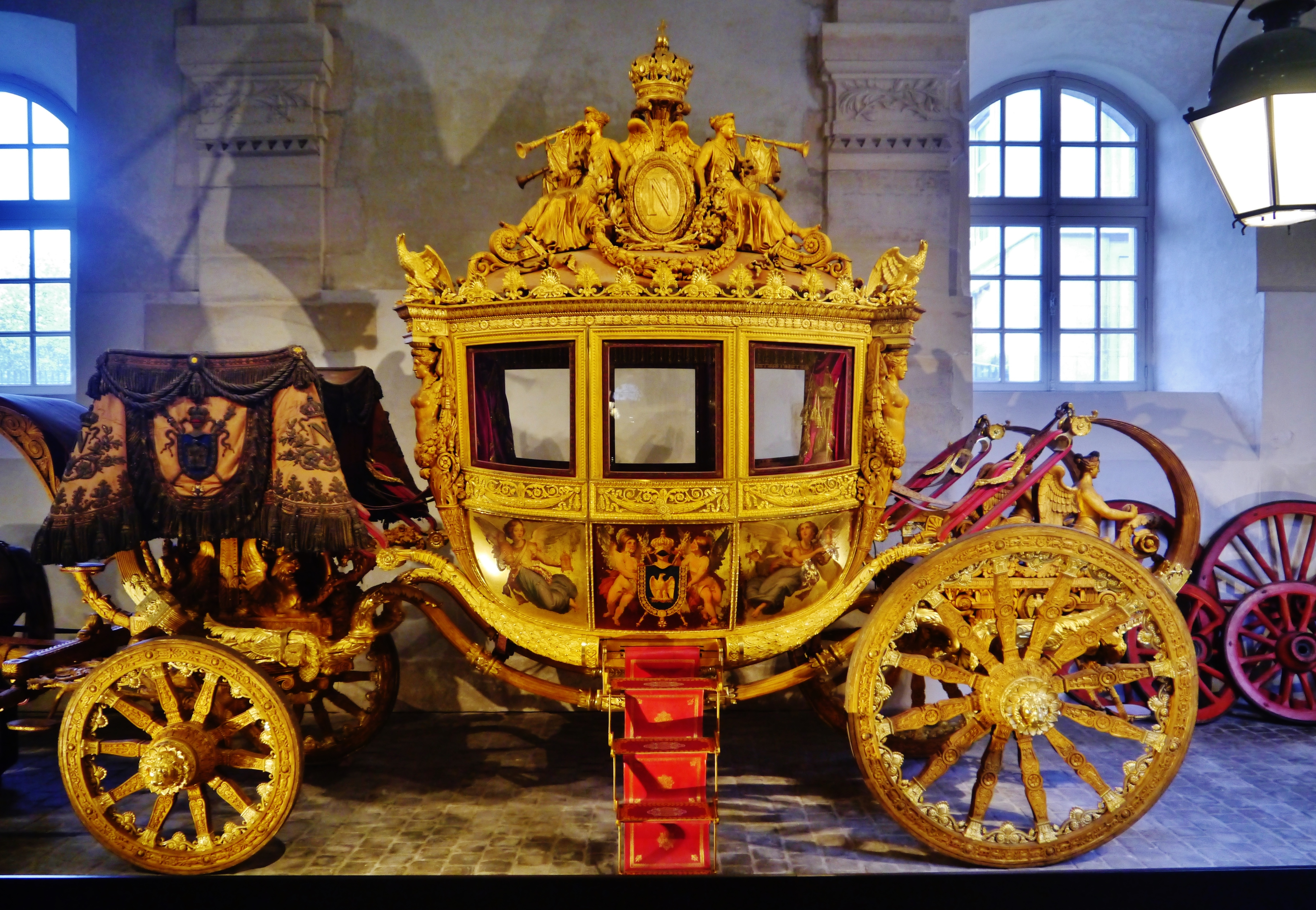
Carrosse du sacre de Charles X exposé dans la galerie des Carrosses, dans la Grande Écurie de Versailles.

Le carrosse du sacre de Charles X est un véhicule hippomobile utilisé pour le sacre du roi Charles X de France, le 29 mai 1825. Il s’agit de l’unique carrosse du sacre d’un roi de France qui subsiste aujourd’hui.

## Historique

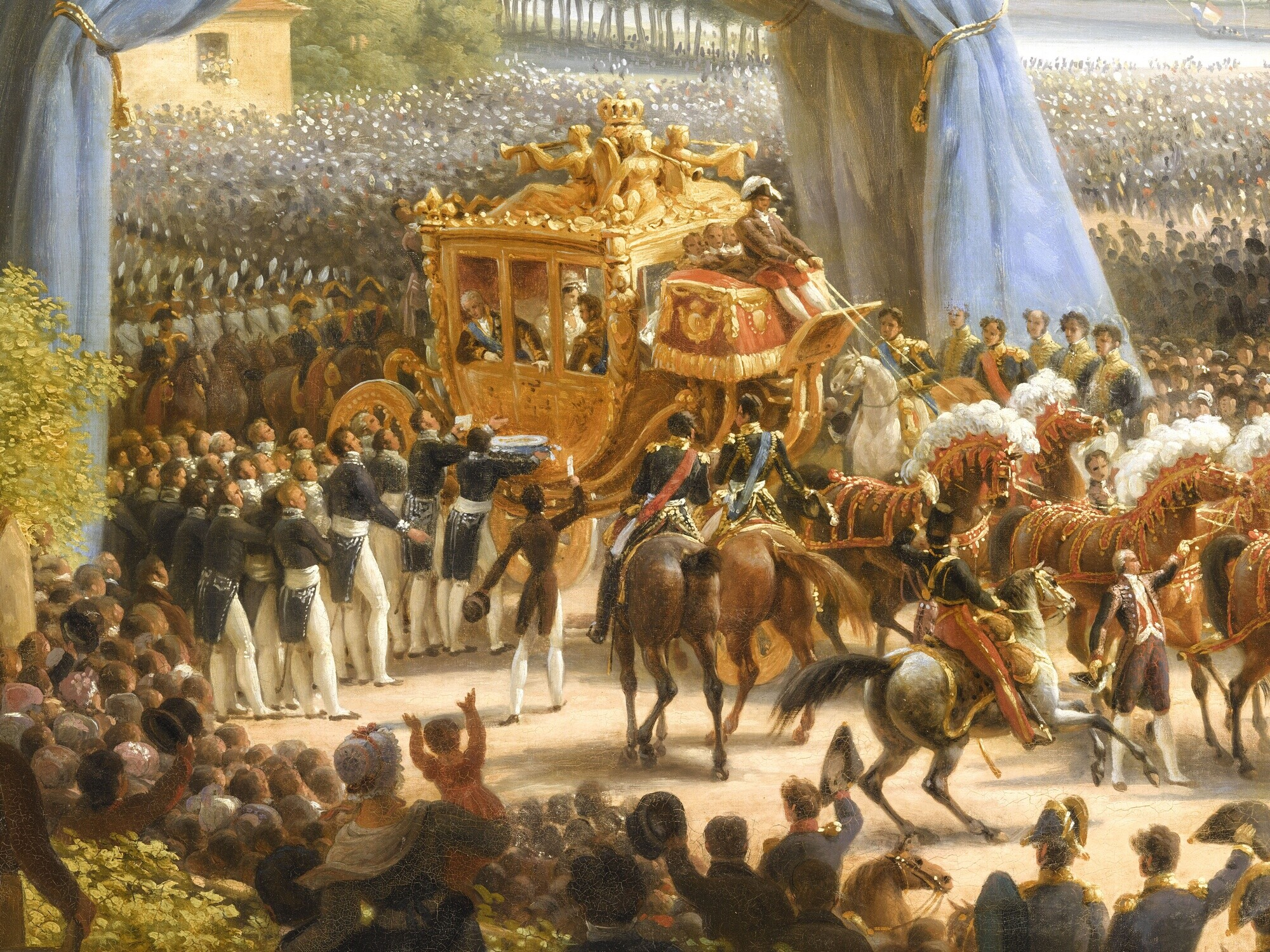
Entrée de Charles X à Paris, par la barrière de la Villette, après son sacre. 6 juin 1825 (détail), par Louis-François Lejeune (1775-1848).

Commencée en 1814 par le carrossier Duchesne selon les plans de l’architecte Charles Percier pour le sacre de Louis XVIII, la construction de ce carrosse est abandonnée lorsque le roi, en prudent politique, renonce à cette cérémonie rituelle, dans le contexte post-révolutionnaire et post-impérial français,. D’après l’historien allemand Rudolf Wackernagel, trois propositions de plan furent soumises au monarque, l’une par J.B. Pérez, l’autre par Antoine Carassi, et la troisième par Percier. Seules les structures de la berline sont alors terminées, ainsi que sa caisse. Lors de son accession au trône, en 1824, le roi Charles X annonce sa volonté d’organiser son sacre, renouant ainsi avec la tradition de ses ancêtres. Le marquis de Vernon, écuyer commandant des écuries du roi, remet le carrosse en chantier. En moins de six mois, il est achevé, pour un coût de 325 000 francs, grâce à l’intervention de nombreux artisans : les carrossiers Daldringen et Ots, le sculpteur Henri-Victor Roguier, les bronziers Denière et Matelin ou encore le peintre Pierre Claude François Delorme.
Partiellement démonté et enveloppé dans une housse de toile pour le transport jusqu’à Reims, lieu du sacre, le carrosse est remonté pour l’entrée du souverain dans la ville le 28 mai 1825. Il ressert le lendemain pour le cortège se rendant à la cathédrale Notre-Dame de Reims, tiré par huit chevaux caparaçonnés, puis le 6 juin 1825 pour l’entrée de Charles X à Paris,. Il est utilisé une dernière fois en 1856, pour le baptême du prince impérial, fils de l’empereur Napoléon III.
Considéré comme l’un des plus beaux carrosses du monde, c’est le seul carrosse du sacre d’un roi de France conservé aujourd’hui. Exposé dans la Grande Écurie à Versailles, il constitue la pièce maîtresse de la galerie des Carrosses au côté du char funèbre de Louis XVIII,,.

## Description
Haut de 4,5 mètres et long de près de 6,7 mètres, le carrosse pèse, selon les sources, entre 4 et 5 tonnes, contre 1,5 tonne habituellement,.
L’intérieur est garni de velours de soie cramoisie, orné de broderies et de passementerie en fils d’or. Huit vitres l’éclairent, et les marchepieds sont en cuir. Entièrement recouvert de bronze à l’extérieur, le carrosse compte 87 accessoires. La décoration et l’ensemble des sculptures sont réalisées par Roguier. Lorsque Napoléon III le choisit pour le baptême de son fils, les armoiries sont modifiées et les insignes royaux — les fleurs de lys notamment — sont remplacés par les emblèmes impériaux.

Détails du carrosse
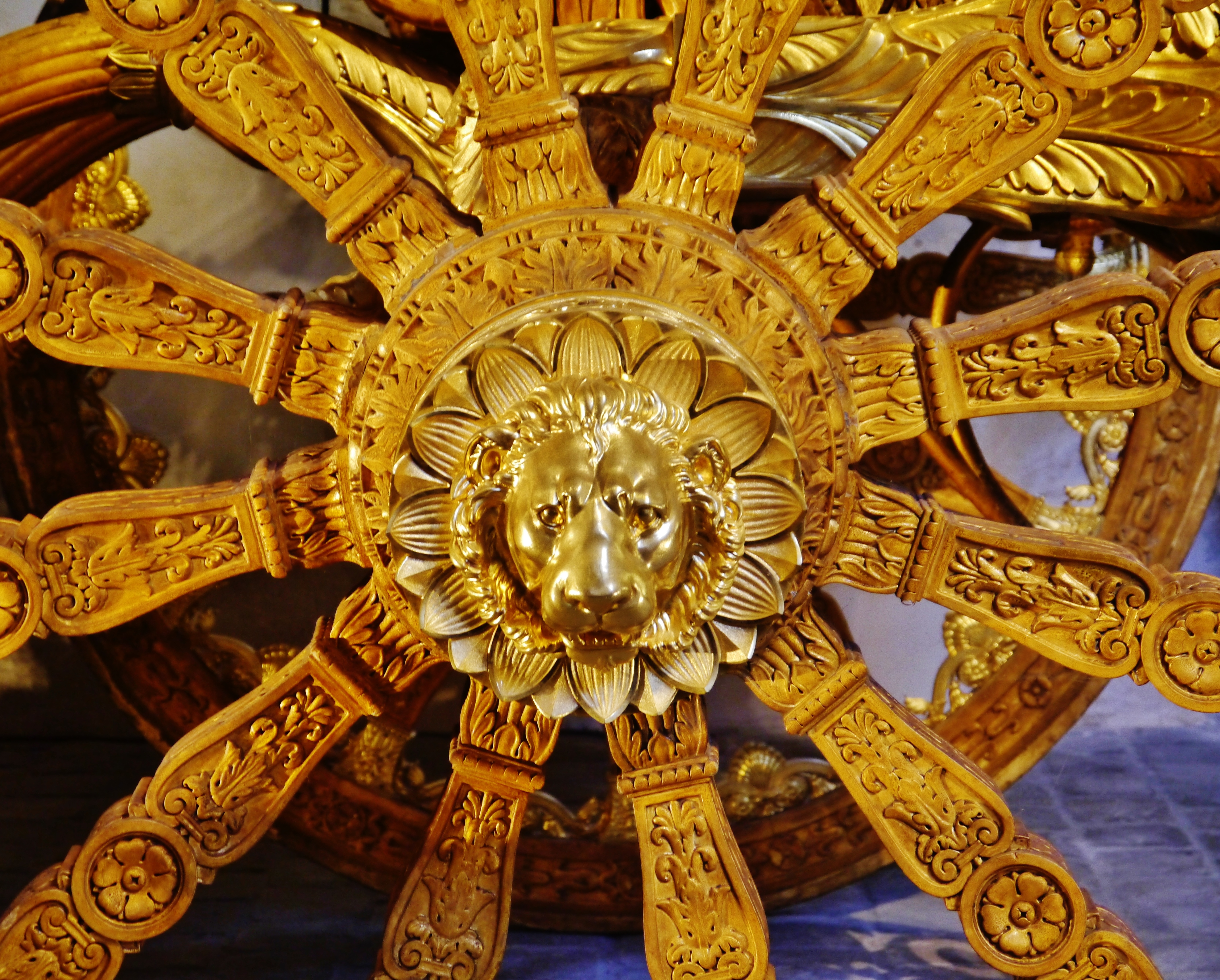
Tête de lion sur la roue arrière droite.
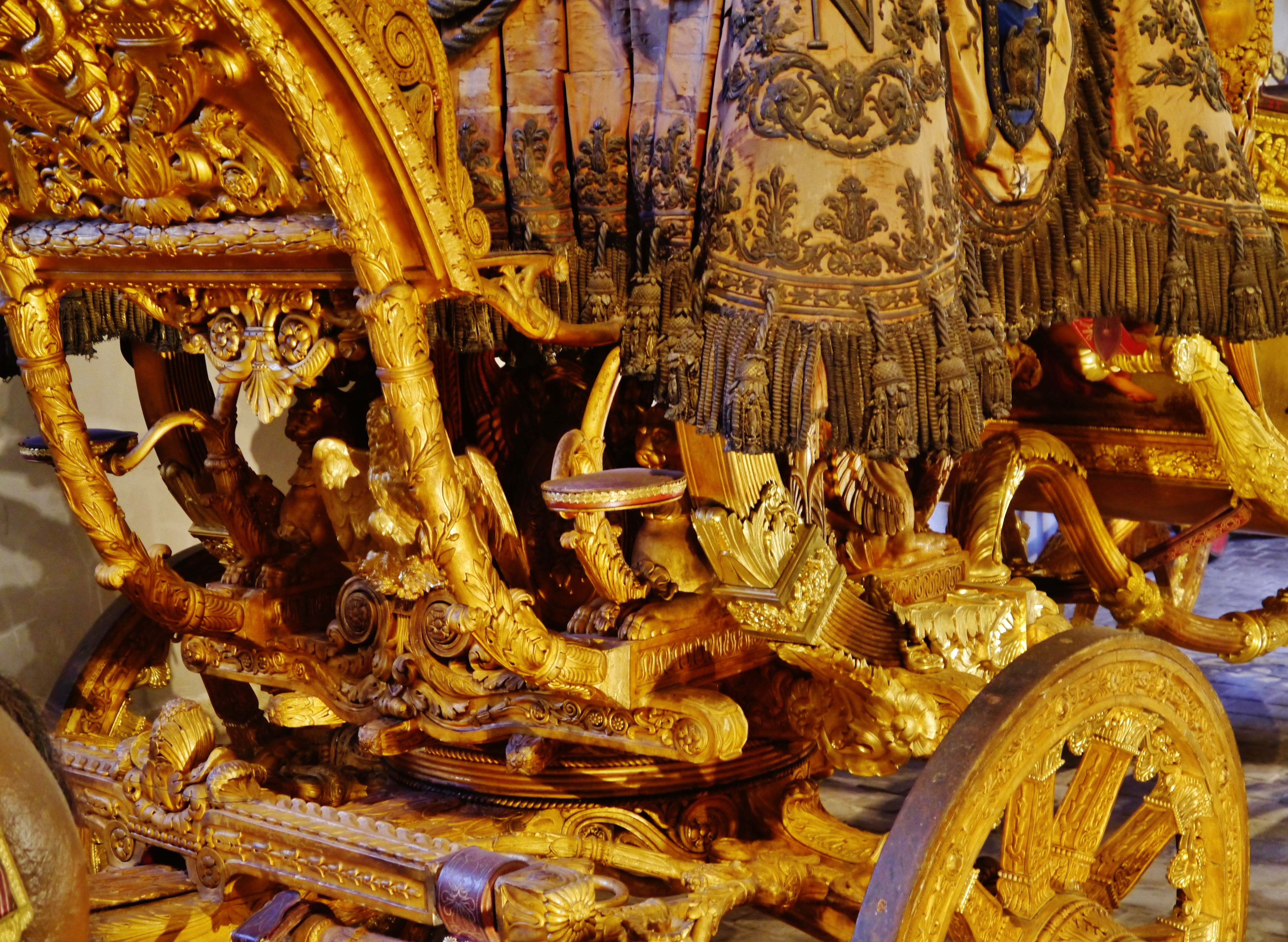
Détail des sculptures de l’avant-train.
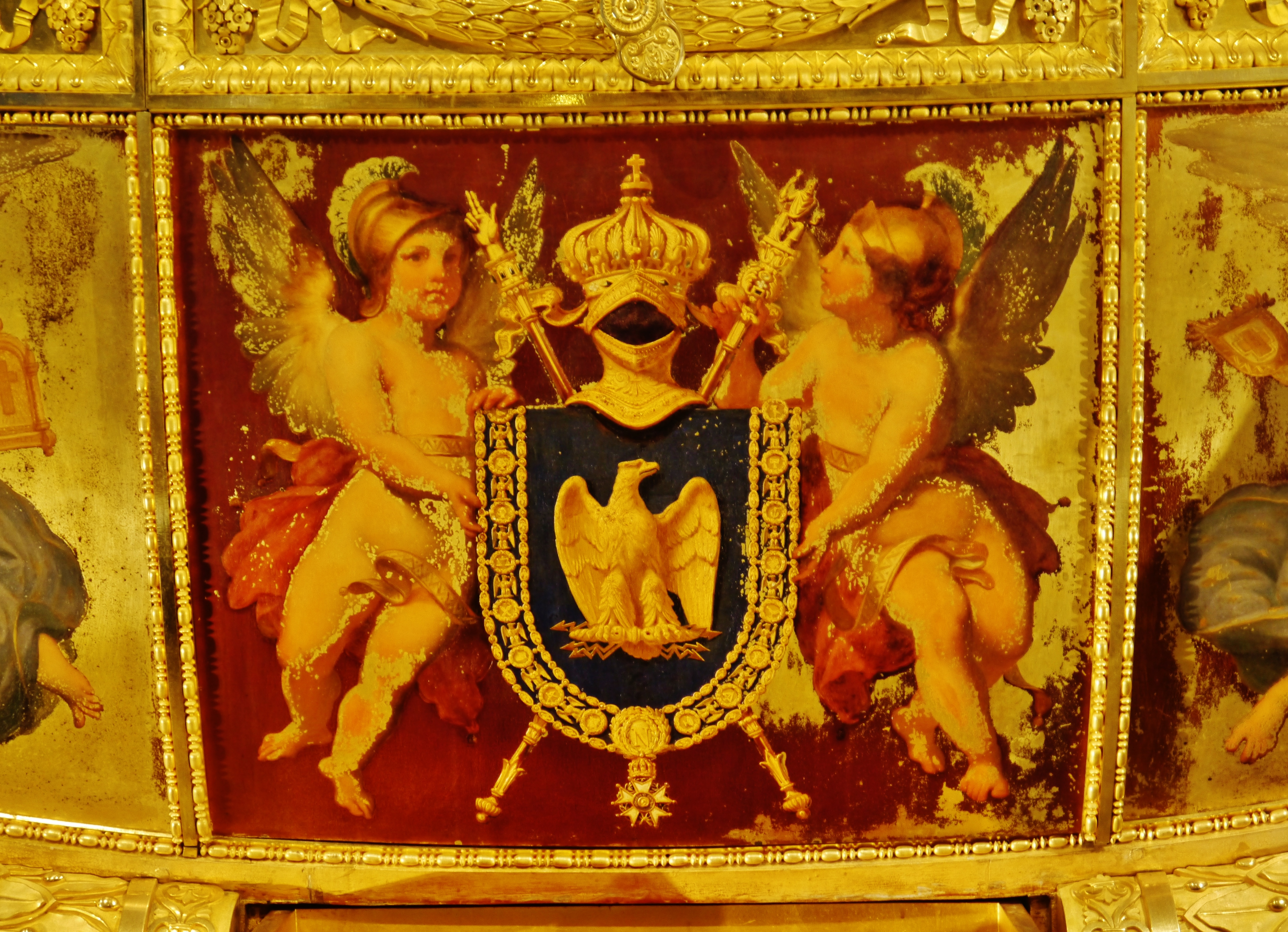
Panneau de caisse aux armes impériales.
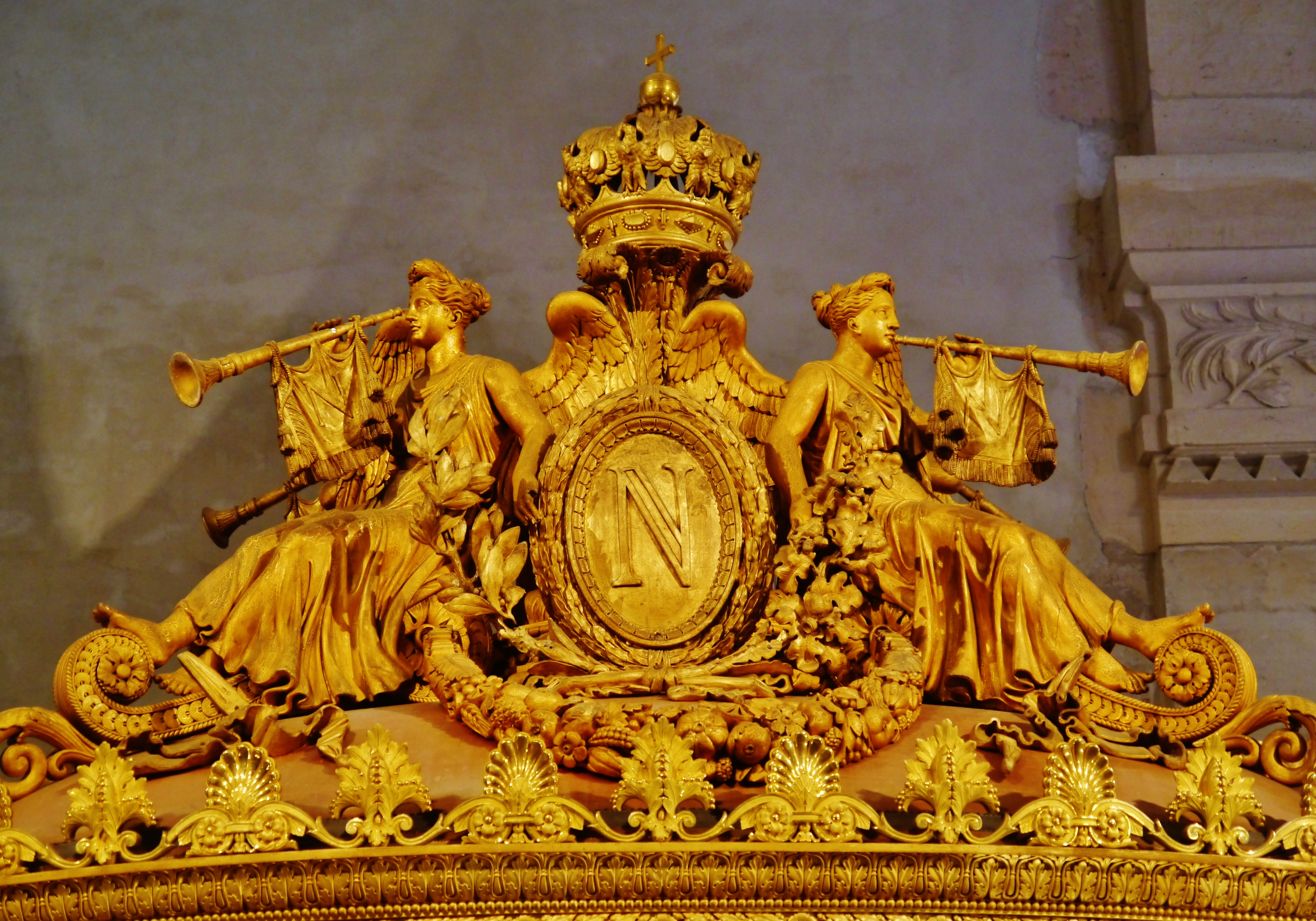
« N » napoléonien, surmonté d’une couronne.

## Vidéographie
- Château de Versailles, « Le carrosse du sacre de Charles X », sur YouTube, 24 juillet 2012.
- Château de Versailles, « La restauration du carrosse du sacre de Charles X », sur YouTube, 15 mars 2012.